# Удар по табору російських солдатів у Чулаківці
Удар по табору російських солдатів у Чулаківці Херсонської області був завданий Збройними силами України в новорічну ніч 31 грудня 2022. Про це повідомили в ранковому зведенні Генштабу ЗСУ 3 січня. Міністерство оборони Росії не коментувало цю інформацію, неофіційні джерела розійшлися в думках. Незалежних підтверджень поки що немає.
CNN та інші західні ЗМІ наголошують, що такі ефективні удари по російських військових були можливі завдяки західному озброєнню. Аналітики США стверджують, що удар було завдано РСЗВ HIMARS.

## Хід подій
У ніч 31 грудня 2022 року ЗСУ завдали удар по табору російських солдатів у Чулаківці Херсонської області внаслідок чого було вбито або поранено до 500 російських солдатів. Чулаківка знаходиться на відстані 67 км у бік півдня від Херсона, на тимчасово окупованій Росією території.
Генштаб ЗСУ про удар 31 грудня повідомив у своєму ранковому зведенні від 3 січня. Проросійський телеграм-канал «Архангел Спецназу Z» з посиланням на російських військових, які перебувають у Чулаківці, не підтвердив інформацію, проте телеграм-канал Grey Zone, пов'язаний з ПВК «Вагнер», 2 січня повідомив про атаку на «фермерське господарство під Чулаківкою», де, «за даними противника, були також наші військовослужбовці».
Крім того, 1 січня 2023 року підрозділи Сил оборони України вгатили по особовому складу російських окупантів у районі населеного пункту Федорівка Херсонської області. Наразі кількість втрат ворога уточнюється.

## Аналіз ситуації
За оцінками ЗСУ, вони всього знищили 108 190 російських військовослужбовців, включаючи 750 осіб убитих між Різдвом і Новим роком. Ці жертви пов'язані з «двома важливими ракетними ударами на Херсонщині, по селу Чулаківка та в Донецьку, по місту Макіївка».
The New York Times посилаючись на директора з російських досліджень дослідницького інституту CNA в США Майкла Кофмана зазначає, що ЗСУ змінили тактику і почали застосовувати HIMARS для ударів по великих скупченнях російських військових, а не по складах. Через зміну тактики українські військові вразили ПТУ у Макіївці Донецької області, а також російських солдатів у Чулаківці.
Експерт із російських збройних сил в аналітичному центрі Rand Corporation Дара Массікот на сторінках Financial Times зазначила: «Російські військові навчилися передислокувати своє управління та основні склади матеріально-технічного постачання із зони дії Хімара з кінця літа. Ця зміна зменшила загальну кількість важливих цілей, за якими можуть вразити українські сили. Розміщувати так багато в одному місці було помилкою. Оскільки старші командири знаходяться так далеко від фронту, ймовірні такі локальні помилки в судженнях. Цього разу українці скористалися помилкою».
Російські воїнкори критикували командування за розміщення багатьох мобілізованих у єдиному місці. Військовий аналітик Роб Лі з американського Інституту досліджень зовнішньої політики вважає, що мобілізованих не просто розмістити маленькими групами через відсутність потрібної кількості офіцерів.

## Реакція
Наталія Гуменюк, прес-секретар ЗСУ зазначила про це потрапляння таке: «Це одне з наших досягнень на цьому напрямі фронту. Буде більше, тому що ми визначаємо місцеперебування ворога».
За повідомленням CNN «російський військовий блогер, що широко читається, відомий як „Операція Z“» у вівторок заявив, що "«ні х*я не можна заперечувати», що Україна тепер націлилася на казарми та інші опорні пункти російських військ за допомогою HIMARS. І він включив Чулаковку до свого списку нападів на російські війська.